# 欧事研究会
欧事研究会（おうじけんきゅうかい）は、中華民国初期の革命団体。孫文（孫中山）らが率いる中華革命党同様に袁世凱打倒を目指した団体だが、孫の指導体制に反発した黄興らにより組織された。

## 事跡
1913年（民国2年）7月からの第二革命（二次革命）に敗北した孫文は日本に亡命し、翌1914年（民国3年）7月8日に東京で新たに中華革命党を組織した。中華革命党は、加入者に孫への絶対的な忠誠を要求したため、この体制に黄興を始めとする多くの革命派人士が反感を抱くことになる。
同年8月、孫文に反発する革命派人士たちのグループは、東京において欧事研究会を結成した。この研究会の名は、欧州情勢の重大さ（すなわち第一次世界大戦）につき、集合して討論することを目的としたことから付けられた。欧事研究会の結成で中心となったのは、黄興とかねてから親しかった李根源と章士釗である。このほか発起人には、彭允彝、殷汝驪、冷遹、林虎、程潜などが名を列ねた。会員は100名余りを数え、これ以後も護法運動で活躍したり、国民政府に参加したりする著名な人士が参与している。
ところが黄興は、欧事研究会結成の時点ですでにアメリカに去っていた。その後、黄は訪米中に李根源らからの要請を受け、欧事研究会の構成員となることは了承したが、自身がその領袖となることは辞退している。それでも李らにとっては、やはり黄が心中の領袖であった。
欧事研究会は、中華革命党と異なり、表向きは急激な革命路線をかかげなかった。むしろ「漸進主義」・「同情主義」を採用して、穏健に袁世凱に対峙することを旨としている。しかし袁が皇帝即位を目論むようになると、李根源らは果敢に決起して、護国戦争にも貢献した。
1916年（民国5年）6月、袁世凱が皇帝即位取消しの末に病没すると、欧事研究会は事実上解散される。その構成員たちも様々な政治路線へと分かれていくことになった。

## 構成員
- 発起人：李根源、章士釗、彭允彝、殷汝驪、冷遹、林虎、程潜
- 主な会員：黄興、熊克武、柏文蔚、趙正平、鄒魯、方声濤、唐蟒、楊庶堪、岑春煊、陳炯明、汪兆銘（汪精衛）、蔡元培、呉敬恒（呉稚暉）、鈕永建、張継、李書城、林森、谷鍾秀、欧陽振声、楊永泰、但懋辛、陳独秀、張耀曽、沈鈞儒、王九齢、殷汝耕